# Andrzej Kowal
Andrzej Kowal (ur. 27 lutego 1971 w Nowej Sarzynie) – polski siatkarz i trener siatkarski, były szkoleniowiec Asseco Resovii Rzeszów, były trener reprezentacji Polski B.

## Życiorys
Karierę siatkarza rozpoczynał w Pogoni Leżajsk. Jego następnym klubem była Avia Świdnik, gdzie występował ze starszym bratem – Mariuszem. W 1990 roku trafił do juniorskiej reprezentacji Polski, prowadzonej przez Bolesława Orlikowskiego. Także w tym roku przeniósł się do Resovii Rzeszów i spędził tam sześć sezonów. W sezonach 1996/1997 i 1997/1998 był siatkarzem Górnika Radlin. Ze względu na przewlekłe kontuzje w Radlinie rozegrał zaledwie kilka meczów, m.in. miał poważny problem z odcinkiem lędźwiowym kręgosłupa. Następnie wrócił do Rzeszowa i w barwach Resovii w 2002 roku zakończył karierę.
Od października 2004 roku był asystentem Jana Sucha, który wówczas piastował funkcję pierwszego trenera Resovii Rzeszów. 3 grudnia 2007 roku Such podał się do dymisji, a jego miejsce zajął Andrzej Kowal do czasu zatrudnienia nowego trenera. Następnie na sezon 2007/08 klub zatrudnił na stanowisku pierwszego trenera Ljubomira Travicę, a Kowal został jego asystentem. Po zakończeniu kontraktu Serba, przed sezonem 2011/2012, I trenerem Asseco Resovii Rzeszów został Andrzej Kowal. Kowal prowadził rzeszowską drużynę przez 6 lat, zdobywając wraz z nią 5 medali Mistrzostw Polski (3 złote i 2 srebrne), srebrny medal Pucharu CEV i Ligi Mistrzów oraz Superpuchar Polski.
Po sezonie 2016/2017 Andrzej Kowal zrezygnował z funkcji trenera Asseco Resovii Rzeszów, przez pewien czas był dyrektorem sportowym klubu, a na początku grudnia 2017 roku powrócił na stanowisko I trenera rzeszowskiej drużyny, zastępując Roberto Serniottiego. W 2014 i 2015 roku prowadził Reprezentację Polski B. Od sezonu 2025/2026 będzie nowym trenerem Jastrzębskiego Węgla.
Jest absolwentem Wyższej Szkoły Pedagogicznej w Rzeszowie i Podyplomowego Studium Trenerskiego w AWF w Gdańsku. Ma żonę o imieniu Magdalena i córkę Monikę. Jego syn Michał był w latach 2020-2024 studentem i zawodnikiem Uniwersytetu Pensylwanii w Filadelfii. Od sezonu 2024/2025 będzie zawodnikiem I-ligowego zespołu AZS AGH Kraków.

## Kariera trenerska
| Kluby         | Kluby                     | Kluby                         | Kluby             | Kluby | Kluby | Kluby | Kluby | Kluby | Kluby | Kluby |
| Sezon         | W klubie                  | Klub                          | Funkcja           |       |       |       |       |       |       |       |
| ------------- | ------------------------- | ----------------------------- | ----------------- | ----- | ----- | ----- | ----- | ----- | ----- | ----- |
| 2004/2005     |                           | Resovia Rzeszów               | II trener         |       |       |       |       |       |       |       |
| 2005/2006     |                           | Resovia Rzeszów               | II trener         |       |       |       |       |       |       |       |
| 2006/2007     |                           | Resovia Rzeszów               | II trener         |       |       |       |       |       |       |       |
| 2007/2008     | do 03.12.2007             | Resovia Rzeszów               | II trener         |       |       |       |       |       |       |       |
| 2007/2008     | od 03.12.2007             | Resovia Rzeszów               | I trener          |       |       |       |       |       |       |       |
| 2008/2009     |                           | Asseco Resovia Rzeszów        | II trener         |       |       |       |       |       |       |       |
| 2009/2010     |                           | Asseco Resovia Rzeszów        | II trener         |       |       |       |       |       |       |       |
| 2010/2011     |                           | Asseco Resovia Rzeszów        | II trener         |       |       |       |       |       |       |       |
| 2011/2012     | I trener                  | Asseco Resovia Rzeszów        |                   |       |       |       |       |       |       |       |
| 2012/2013     | I trener                  | Asseco Resovia Rzeszów        |                   |       |       |       |       |       |       |       |
| 2013/2014     | I trener                  | Asseco Resovia Rzeszów        |                   |       |       |       |       |       |       |       |
| 2014/2015     | I trener                  | Asseco Resovia Rzeszów        |                   |       |       |       |       |       |       |       |
| 2015/2016     | I trener                  | Asseco Resovia Rzeszów        |                   |       |       |       |       |       |       |       |
| 2016/2017     | I trener                  | Asseco Resovia Rzeszów        |                   |       |       |       |       |       |       |       |
| 2017/2018     | do 03.12.2017             | Asseco Resovia Rzeszów        | dyrektor sportowy |       |       |       |       |       |       |       |
| 2017/2018     | od 03.12.2017             | Asseco Resovia Rzeszów        | I trener          |       |       |       |       |       |       |       |
| 2018/2019     | do 28.10.2018             | Asseco Resovia Rzeszów        | I trener          |       |       |       |       |       |       |       |
| 2018/2019     | od 24.01.2019             | ACS Volei Municipal Zalău     | I trener          |       |       |       |       |       |       |       |
| 2019/2020     |                           | Ślepsk Malow Suwałki          | I trener          |       |       |       |       |       |       |       |
| 2020/2021     |                           | Ślepsk Malow Suwałki          | I trener          |       |       |       |       |       |       |       |
| 2021/2022     | do 17.01.2022             | Ślepsk Malow Suwałki          | I trener          |       |       |       |       |       |       |       |
| 2023/2024     |                           | VK Jihostroj České Budějovice | I trener          |       |       |       |       |       |       |       |
| 2024/2025     | Cuprum Stilon Gorzów S.A. |                               | I trener          |       |       |       |       |       |       |       |
| 2025/2026     | JSW Jastrzębski Węgiel    |                               | I trener          |       |       |       |       |       |       |       |
| Reprezentacje |                           |                               |                   |       |       |       |       |       |       |       |
| Lata          | Reprezentacja             | Reprezentacja                 | Funkcja           |       |       |       |       |       |       |       |
| 2014–2015     | Polska B                  | Polska B                      | I trener          |       |       |       |       |       |       |       |

## Sukcesy trenerskie

### klubowe
Puchar CEV:
- 2012

Liga polska:
- 2012, 2013, 2015
- 2014, 2016

Puchar Polski:
- 2013, 2015

Superpuchar Polski:
- 2013

Liga Mistrzów:
- 2015

Liga rumuńska:
- 2019

Liga czeska:
- 2024[10]

### reprezentacyjne
Igrzyska Europejskie:
- 4. miejsce 2015

Liga Europejska:
- 2015